# Super Mario 64
Super Mario 64 (スーパーマリオ64?, Sūpā Mario 64) è un videogioco platform del 1996, sviluppato da Nintendo EAD e pubblicato da Nintendo per Nintendo 64. Si tratta del primo capitolo della serie Super Mario a presentare una grafica 3D.
Insieme a Pilotwings 64 è stato uno dei giochi di lancio della console Nintendo 64. È stato pubblicato in Giappone il 23 giugno 1996 e il 26 settembre seguente in Nord America. In Europa e Australia è uscito il 1º marzo 1997.
Super Mario 64 è considerato da fan e critici uno dei migliori videogiochi di tutti i tempi. Per il 35º anniversario della serie è stato distribuito insieme a Super Mario Sunshine e Super Mario Galaxy nella raccolta Super Mario 3D All-Stars per Nintendo Switch il 18 settembre 2020.

## Trama
Mario riceve una lettera dalla Principessa Peach che lo invita nel suo castello a mangiare una torta che ha preparato per lui. Quando arriva al castello, Mario scopre che il suo acerrimo nemico Bowser, re dei Koopa, si è impossessato del castello ed ha imprigionato la principessa e i suoi servitori. Poi ha usato parte del potere delle Stelle per trasformare alcuni dei quadri del castello in portali per accedere agli svariati mondi che compongono il Regno dei Funghi in cui le sue truppe sono a difesa delle Stelle. Mario deve recuperare almeno 70 (su 120) Stelle per sconfiggere Bowser e salvare la principessa con i suoi servitori. Alla fine Mario riesce nell'impresa (facendo fuggire Bowser a colpi di bombe spinose) e ripristina il potere delle Stelle. La principessa lo premia con un bacio sul naso e gli dà la torta che aveva promesso.

## Modalità di gioco

Le Stelle che Mario deve prendere per completare il gioco sono in totale 120

### Obiettivo
Lo scopo principale è recuperare minimo 70 stelle e salvare la principessa Peach da Bowser, che l'ha imprigionata nel castello. Tuttavia, anche dopo aver raggiunto questo obiettivo, il gioco non si concluderà, perché verrà data a Mario la possibilità di catturare le restanti stelle disseminate nei vari mondi: dopo averle ottenute tutte, si aprirà un cannone in giardino tramite il quale Mario potrà salire sul tetto della reggia, incontrare Yoshi, ricevere la quantità di vite necessaria per arrivare a 100.

### Controlli
Mario ha a disposizione una quantità enorme di movimenti da effettuare. Può saltare sui muri, strisciare, nuotare, arrampicarsi, saltare e colpire un avversario in molti modi usando combinazioni diverse di joystick e pulsanti. In aggiunta al normale salto sono presenti il salto doppio, il salto triplo, il salto in lungo, la capriola all'indietro e la capriola laterale.

Manuale di gioco

Ci sono anche delle mosse speciali come il salto a parete (cioè il saltare da un muro per raggiungere aree più elevate). Inoltre Mario può colpire i nemici con pugni e calci, prendere e trasportare alcuni oggetti, nuotare sott'acqua. La vita di Mario diminuisce lentamente mentre è sott'acqua, perciò deve trovare monete o bolle d'aria per ricaricarla, o ritornare in superficie per non annegare. Quando Mario torna in superficie la sua salute si ristabilisce completamente.

## Sviluppo

Secondo il programmatore Giles Goddard, i livelli in cui Mario incontra Bowser sono lineari per costringere il giocatore a raggiungere subito la fine, invece di incoraggiare l'esplorazione. In origine anche gli altri livelli del gioco avrebbero dovuto essere lineari, ma in seguito i programmatori decisero di dare maggior libertà di movimento al giocatore.

Lo sviluppo di Super Mario 64 durò meno di due anni ma il produttore Shigeru Miyamoto concepì un Mario 3D almeno cinque anni prima mentre stava lavorando al videogioco Star Fox. Miyamoto sviluppò la maggior parte delle idee durante l'era SNES e pensò di creare un videogioco di Mario 3D per SNES (facendo uso del chip Super FX) chiamato Super Mario FX, ma decise poi di svilupparlo per Nintendo 64 a causa delle limitazioni tecniche dello SNES.
Lo sviluppo del gioco iniziò con la creazione dei personaggi e della visuale di gioco. Shigeru Miyamoto e gli altri designer erano inizialmente incerti su quale direzione avrebbe preso il gioco e passarono dei mesi a selezionare una visuale e un layout appropriato. Inizialmente i programmatori volevano creare un gioco di tipo isometrico in cui il giocatore veniva costretto a seguire un determinato percorso ma poi si decise di dar più libertà di movimento al giocatore e l'idea venne accantonata. Comunque anche se nella maggioranza dei livelli del gioco il giocatore si può muovere liberamente, in alcune parti, specialmente nei tre livelli di Bowser, è costretto a seguire un determinato percorso e quindi questi livelli sono di tipo isometrico. Uno dei programmatori del gioco, Giles Goddard, spiegò che i livelli di Bowser erano lineari e isometrici per costringere il giocatore a andare nella tana di Bowser invece di incoraggiare l'esplorazione. I programmatori del gioco diedero alta priorità ai movimenti di Mario e prima di creare i livelli testavano e raffinavano le animazioni di Mario. Il primo scenario usato nei test per provare i controlli coinvolgeva Mario e il coniglio dorato, MIPS.

Il castello della Principessa Peach in una versione pre-release di Super Mario 64. Le texture, il layout e le icone sono diverse rispetto alla versione finale del gioco.

Shigeru Miyamoto voleva includere nel gioco più dettagli possibili. Molti erano ispirati alla vita reale; per esempio un personaggio fu ispirato alla moglie dell'assistant director Takashi Tezuka che "è molto tranquilla normalmente ma un giorno si arrabbiò tantissimo per il fatto che [Tezuka] passava molto tempo al lavoro. Nel gioco c'è ora un personaggio (Big Puk) che diventa più piccolo (o semitrasparente) quando Mario lo guarda ma quando Mario si volta diventa più grosso e minaccioso." Super Mario 64 è anche caratterizzato dal fatto che contiene più enigmi dei precedenti videogiochi della serie. Fu sviluppato contemporaneamente a The Legend of Zelda: Ocarina of Time ma poiché Zelda uscì anni dopo, alcuni enigmi di Super Mario 64 furono presi da quel gioco.
In un video di Satoru Iwata, il presidente Nintendo, Shigeru Miyamoto, ha dichiarato che in Super Mario 64 doveva esserci la modalità cooperativa: in split screen i giocatori si potevano muovere liberamente e anche incontrarsi. Sarebbe dovuta apparire in Super Mario 64 2, che non fu mai creato, potendo utilizzare Luigi. Qualcosa ne è rimasto nei codici: se collegato, il secondo joystick può controllare la visuale nella scena finale con Peach e durante i titoli di coda.
Le prime informazioni sul nuovo Mario 3D trapelarono nel novembre 1995, e una versione giocabile di Super Mario 64 fu presentata alcuni giorni dopo al Nintendo SpaceWorld. I controlli erano a quel punto stati migliorati e il gioco era finito al 50%, anche se bisognava creare ancora molti livelli. Erano stati progettati almeno 32 livelli che divennero però nella versione finale del gioco solo 15 (o 25 se si considerano anche i 10 mini-livelli extra del gioco).

### Audio
La musica fu composta da Kōji Kondō. Super Mario 64 fu uno dei primi giochi della serie in cui Mario veniva doppiato da Charles Martinet. Peach fu doppiata da Leslie Swan e Bowser da Isaac Marshall.
I personaggi parlano di più nella versione americana che in quella giapponese e alcune volte nelle due versioni vengono dette cose differenti (la versione europea segue quella americana). Per esempio nella versione giapponese, a differenza di quella americana, Mario non saluta il giocatore con un "Hello!" nella schermata iniziale del gioco e non parla nel sonno; la Principessa Peach nella versione giapponese non parla affatto. Inoltre le monete rosse e i Categnacci hanno un suono differente nella versione nipponica, il Categnaccio sembra più simile a un vero cane. Alcuni di questi cambiamenti sonori nella versione americana erano dovuti all'edizione giapponese del Shindou Rumble Pak.
Nel remake Super Mario 64 DS tutte le voci furono unificate nelle varie versioni. Per esempio Mario in entrambe le versioni non parla nel sonno, come nella versione giapponese originale; Peach parla in inglese, come nella versione americana originale; Mario quando lancia Bowser a lunga distanza non dice "So long, King Bowser" ma "Bye-bye!" Inoltre se si chiude il DS senza spegnerlo si sente Mario che dice "Bye-bye!".

## Recensioni
| Pubblicazione             | Voto   |
| ------------------------- | ------ |
| Edge                      | 10/10  |
| Electronic Gaming Monthly | 9.5/10 |
| Famitsū                   | 39/40  |
| GameSpot                  | 9.4/10 |
| Game Informer             | 9/10   |
| IGN                       | 9.8/10 |
| Game Rankings             | 96%    |
| Metacritic                | 94/100 |

Super Mario 64 è indicato da molti recensori come uno dei migliori giochi di tutti i tempi; difatti, si è piazzato primo sia nella classifica dei migliori giochi realizzata da Next Generation Magazine che in quella realizzata da Super PLAY. Si è piazzato inoltre al quinto e al primo posto nelle due classifiche pubblicate nei numeri 200 e 100 rispettivamente di Nintendo Power, al 5º posto nella classifica realizzata da IGN, 5º in quella realizzata da Electronic Gaming Monthly e 12º in quella di GameInformer.. Gli utenti del sito GameFAQs scelsero Super Mario 64 come il 13º miglior gioco di sempre. EGM assegnò a Super Mario 64 un Gold award nella sua recensione iniziale e il gioco fu il primo di soli cinque giochi a essere valutato 10/10 dalla rivista Edge. Secondo GameSpot Super Mario 64 è stato uno dei 15 videogiochi più influenti di tutti i tempi. Il gioco ottenne la valutazione di 39/40 da Famitsu.

## Impatto ed eredità
Malgrado numerosi tentativi solo parzialmente riusciti di trasportare il genere platform alla terza dimensione (Alpha Waves, Jumping Flash!), Super Mario 64 può davvero considerarsi il primo, vero, platform a tre dimensioni della storia. Forte di uno scrolling che segue il giocatore in ogni direzione e di una libertà di movimento pressoché assoluta, il gioco rappresentò una rivoluzione non solo nell'ambito dei platform game, ma per quasi tutti i generi videoludici, che seguirono la strada intrapresa da Nintendo. I titoli precedenti a Super Mario 64, sebbene avessero mostrato le potenzialità offerte dalle tre dimensioni, erano ancorati ai concept della bidimensionalità, e presentavano modelli poligonali, ma erano di fatto esperienze ludiche 2D.
Il joystick del Nintendo 64 permetteva ai giocatori di muovere i personaggi con una precisione maggiore dei D-pad digitali di altre console. Il gioco era noto per il suo senso di libertà e non linearità. Questo inizialmente non piacque a alcuni giocatori come Michael Grayford di Liquid Entertainment:
(Michael Grayford)
L'idea di creare dei luoghi all'inizio del gioco in cui il giocatore poteva imparare i controlli prima di entrare in un livello venne in seguito utilizzata in molti platform 3D. Anche l'idea delle varie missioni da compiere in un livello venne in seguito riutilizzata da molti game designer. Per esempio, Martin Hollis, produttore di GoldenEye 007, ha affermato che si è ispirato a Super Mario 64 per l'idea di inserire nel gioco una grande varietà di missioni.

### Remake
Un remake per Nintendo DS fu fatto nel 2005. Esso ha una trama leggermente diversa: è uguale a quella del precedente fino al punto in cui Peach invita Mario nel suo castello per mangiare una torta (anche se in questa versione invita anche Luigi e Wario), tuttavia anch'essi vengono catturati. Pertanto, all'inizio si avrà a disposizione solo Yoshi, ma sarà comunque possibile sbloccare anche gli altri personaggi:
- Yoshi: questo personaggio può ingoiare i nemici con la lunga lingua e trasformarli in uova. È anche capace di restare in aria più a lungo degli altri personaggi. Ha alcune limitazioni rispetto a Mario, Luigi e Wario, per esempio non può rompere i blocchi di mattoni. Se usa un fiore potenza, assume la capacità di sputare fiamme.
- Mario: il primo personaggio sbloccabile. È l'unico personaggio capace di eseguire il salto a parete, ma non ha particolari qualità. L'effetto dei fiori potenza su di lui è quello di farlo volare e di gonfiarlo come un palloncino in modo da potergli permettere di galleggiare.
- Luigi: il secondo personaggio sbloccabile e l'unico capace di sbloccare anche Wario. Ha la capacità di camminare sull'acqua per un brevissimo lasso di tempo e di restare in aria molto a lungo. Ha un salto simile a quello di Yoshi (tenendo premuto il pulsante resta in aria per poco tempo). Grazie ai fiori potenza diventa invisibile e può passare attraverso alcuni oggetti.
- Wario: Il terzo e ultimo personaggio sbloccabile. Lui solo può distruggere i blocchi di mattoni rinforzati. Quando è sotto l'effetto dei fiori potenza, diventa d'acciaio e non può ricevere danni dai nemici comuni. Inoltre ha la capacità di camminare e respirare sott'acqua, sempre grazie all'effetto dei fiori.

### Conversioni e seguiti
Nel 2007 è uscita una versione di Super Mario 64 identica all'originale per Wii Virtual Console scaricabile al prezzo di 1.000 Punti Wii.
Esiste una versione di Super Mario 64 chiamata Super Mario 64 Disk Version mai uscita sul mercato per il Nintendo 64DD, che differenzia dall'originale per una schermata del titolo differente e il sonoro di qualità migliore.
Un sequel del gioco chiamato Super Mario 64 2 sarebbe dovuto uscire per Nintendo 64DD in esclusiva per il mercato giapponese ma fu annullato a causa dell'insuccesso della periferica. Super Mario Sunshine è invece il sequel uscito nel 2002 per GameCube. Quest'ultimo, assieme a Super Mario 64 e Super Mario Galaxy, è uscito nella raccolta Super Mario 3D All-Stars per Nintendo Switch il 18 settembre 2020.

### Luigi

La fontana del castello, con al centro il piedistallo con su scritto "L is real 2401"

A causa del successo di Super Mario 64 subito dopo l'uscita del gioco si diffusero numerosi rumor su glitch e segreti. Il più noto di questi rumor è quello che sostiene che il fratello di Mario, Luigi, sarebbe un personaggio sbloccabile. Questo rumor fu alimentato da una scritta che si può leggere nella fontana del cortile del castello, che sembra riportare il testo "L is real 2401". Questa scritta causò un dilagare di speculazioni da parte dei fan sull'ipotesi che Luigi ("L") fosse presente nel gioco. IGN ricevette così tante domande e presunti metodi per sbloccare Luigi che lo staff offrì un premio di $100 a chi avesse provato che Luigi fosse presente nel gioco. Il numero di falsi codici mandati a IGN crollò quando si capì che era solo una bufala.
Nintendo ha sempre negato la giocabilità di Luigi e non ha mai spiegato il significato di "L is real 2401". Nel numero di aprile del 1998 di Nintendo Power nella sezione "April News Briefs" c'era scritto che si sarebbe parlato della misteriosa frase a pagina 128, ma la rivista era di sole 106 pagine, e la rivelazione era solo un pesce d'aprile. Nella stessa sezione c'era un articolo intitolato "Luigi 64" che commentava con umorismo il rumor. La stessa texture è presente su un cartello in un dungeon di The Legend of Zelda: Ocarina of Time, la Dodongo's Cavern.
Luigi appare, però, come personaggio giocabile nel remake per Nintendo DS, Super Mario 64 DS.
Nel luglio del 2020, curiosamente proprio 24 anni e 01 mese dopo l'uscita originale del titolo, alcuni fan riuscirono ad ottenere i codici originali del gioco, contenenti vari file, tra i quali vennero scoperti dei file riguardanti Luigi, confermando l'iniziale presenza del personaggio del gioco e riuscendo addirittura a ricostruire il suo modello.